# Collection de l'Art Brut
La Collection de l'Art Brut è un museo di Losanna, in Svizzera. Esso conserva opere realizzate con diverse tecniche da artisti autodidatti che per motivi diversi hanno vissuto prevalentemente in condizioni di isolamento sociale e culturale;  la raccolta iniziale fu costituita a partire dal 1945 da Jean Dubuffet, artista, teorico e sostenitore dell’Art Brut  e da lui donata alla città di Losanna nel 1971.

## Raccolta
La raccolta è costituita da sculture, oggetti compositi, arazzi, tessuti assemblati e ricamati,  disegni e pitture realizzate con materiali diversi, talvolta materiali di recupero o di uso diverso quello artistico,  e tutte caratterizzate da grande capacità di immaginazione e totalmente avulse da condizionamenti culturali e sociali in quanto gli artisti che le hanno realizzate non avevano una preparazione accademica né erano dei cultori della materia, ma persone che vivevano in condizione di grande isolamento: carcerati, disadattati, pazienti di ospedali psichiatrici, emarginati e che hanno trovato nell’espressione artistica la possibilità di comunicare e di realizzare momenti di libertà. 
L’obiettivo degli autori di queste opere non era l’esposizione, né un riconoscimento sociale o economico, piuttosto il raggiungimento di una personale e intima soddisfazione.
Le ricerche di Dubuffet iniziarono nel secondo dopoguerra in Svizzera e portarono nel 1947 all’esposizione a Parigi di una prima raccolta alla Galleria René Drouin.
Nel 1962 Dubuffet costituisce un centro studi di questa specifica attività artistica e pubblica il periodico Cahiers de l’Art Brut, del quale escono solamente 8 numeri.

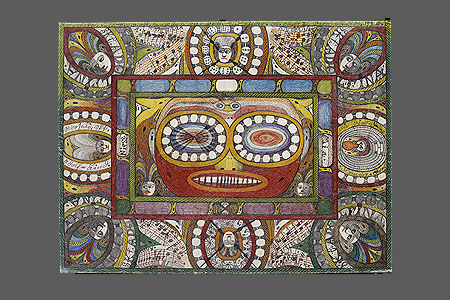
Sant’Adolfo con gli occhiali di Adolf Wölfli, 1924

Fondamentale del pensiero di Dubuffet è che queste opere non siano rese possibili da una condizione patologica; sebbene numerosi siano i casi di artisti malati mentali,  l’elemento comune esplicito o anche non esplicito, è il rifiuto di qualsiasi interferenza accademica o culturale. La malattia non è un requisito del talento, piuttosto la condizione di isolamento può aver favorito l’esigenza di incanalare la propria creatività.
Nel 1967 Dubuffet espone buona parte della sua collezione (700 opere di 65 autori) alla mostra dedicata all’Art Brut a Parigi al Museo delle Arti decorative.
Nel 1971 dona l’intera collezione alla municipalità di Losanna alla condizione che il Comune si impegni a realizzare un museo specificamente dedicato a queste espressioni artistiche.  All’atto della donazione alla municipalità la raccolta era costituita da 1200 opere, realizzate da circa 100 autori diversi.

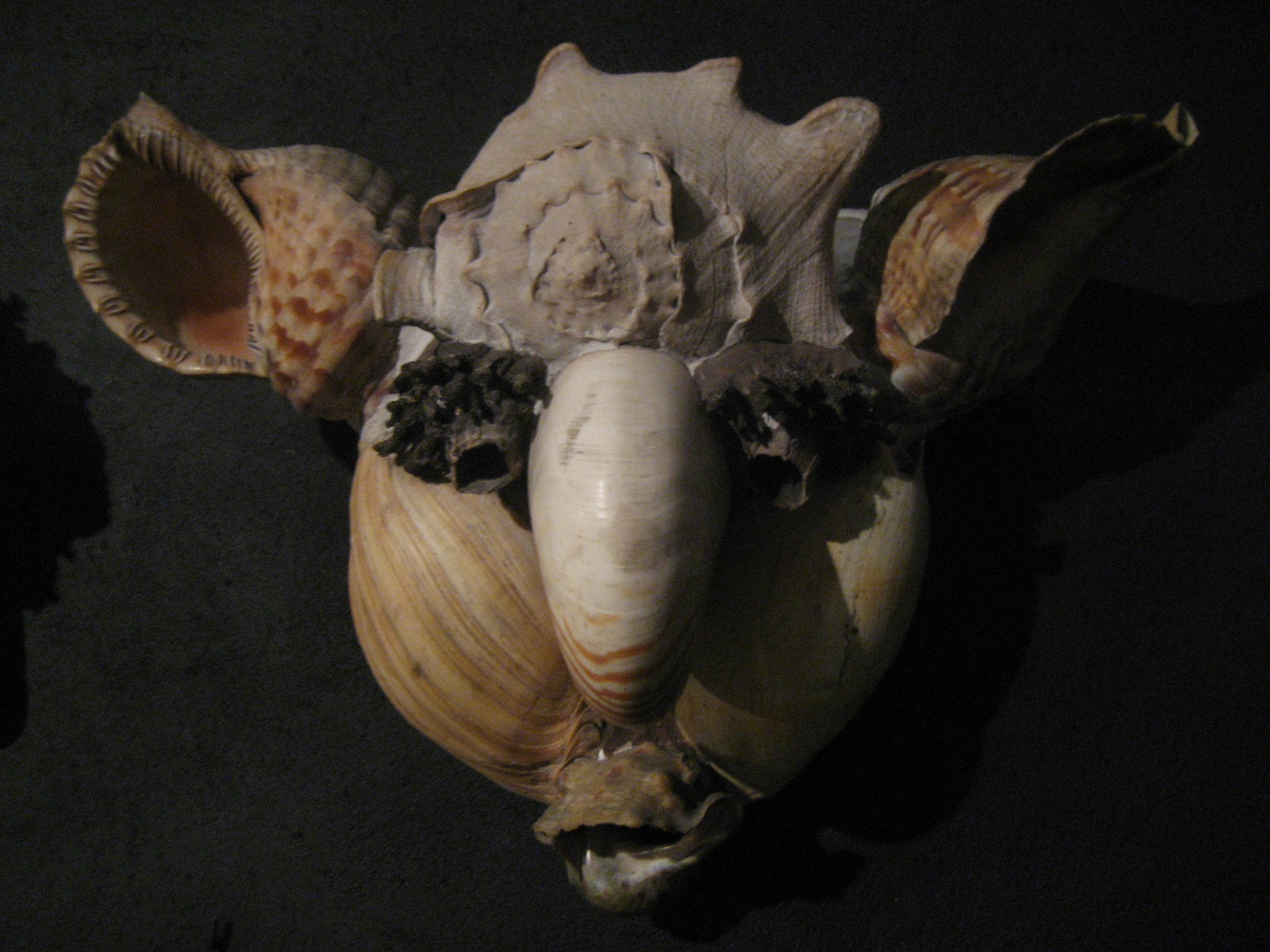
Maschera realizzata con conchiglie di mare – opera di Pascal-Désir Maisonneuve

La collezione apre al pubblico nel 1976; il suo primo direttore Michel Thevoz per circa 25 anni cura e promuove le opere anche attraverso mostre temporanee, in parte esposte in museo in parte proposte a musei stranieri; gli succede dal 2001 la direzione di Lucienne Peiry
La raccolta negli anni si è estesa a seguito di acquisizioni e donazioni; attualmente consta di circa 70.000 opere di oltre 400 autori, delle quali 700 costituiscono l’esposizione permanente.
Oltre all’esposizione permanente,  il museo organizza esposizioni temporanee a tema o di singoli autori.
È in corso la digitalizzazione dell’intera collezione.

## Sede
La raccolta museale ha sede nell’ala occidentale del Castello di Beaulieu, residenza nobiliare del XVIII secolo di proprietà della municipalità. La facciata, ampia,  si sviluppa su una lunghezza di 48 metri ed è composta di tre unità connesse .
Nel 1974 fu restaurata appositamente per accogliere la collezione de l’Art Brut dagli architetti Bernard Vouga  e Jean de Martini.

## Artisti
Tra gli artisti più noti conservati nella Collezione, alcuni dei quali hanno esposto anche in sedi diverse all’estero:
- Filippo Bentivegna
- Gregory Blackstock
- Aloïse Corbaz
- Madge Gill
- Helga Goetze
- Augustin Lesage
- Pascal-Désir Maisonneuve
- August Natterer
- Ataa Oko

- Laure Pigeon
- Giovanni Battista Podestà
- Guillaume Pujolle
- Emile Ratier
- Eugenio Santoro
- Jeanne Tripier
- Adolf Wölfli
- Carlo Zinelli